# Valley of Hunted Men
Valley of Hunted Men è un film del 1942 diretto da John English.
È un film western statunitense con Tom Tyler, Bob Steele e Jimmie Dodd. Fa parte della serie di 51 film western dei Three Mesquiteers, basati sui racconti di William Colt MacDonald e realizzati tra il 1936 e il 1943. Valley of Hunted Men è un western atipico e differente dagli altri film della serie sia per il soggetto che per l'ambientazione: i tre Mesquiteer devono affrontare i nazisti e la trama è ambientata nel 1941.

## Produzione
Il film, diretto da John English su una sceneggiatura di Albert DeMond e Morton Grant con il soggetto di Charles L. Tedford  (basato sui personaggi creati da William Colt MacDonald), fu prodotto da Louis Gray per la Republic Pictures e girato nell'Iverson Ranch a Chatsworth in California.

## Distribuzione
Il film fu distribuito negli Stati Uniti dal 13 novembre 1942 al cinema dalla Republic Pictures. È stato distribuito anche in Brasile con il titolo Vale dos Perseguidos.

## Promozione
La tagline è: "The Three Mesquiteers ride herd on range saboteurs!".